# Son Excellence (film, 1914)

Son Excellence est un film muet français réalisé par Léonce Perret et sorti en 1914.

## Fiche technique
- Réalisation : Léonce Perret
- Chef-opérateur : Georges Specht
- Société de production : Société des Établissements L. Gaumont
- Pays d'origine : France
- Format : Muet - Noir et blanc
- Métrage : 897 m
- Genre : Court métrage
- Date de sortie : 
  -  France : mai 1914

## Distribution
- Léonce Perret
- Charles Lamy
- Ernest Bourbon
- Jeanne Marie-Laurent